# Chalcura ramosa
Chalcura ramosa är en stekelart som först beskrevs av Girault 1940.  Chalcura ramosa ingår i släktet Chalcura och familjen Eucharitidae. Inga underarter finns listade i Catalogue of Life.